# Albert Paraz
Albert Paraz (* 10. Dezember 1899 in Constantine; † 2. September 1957 in Vence) war ein französischer Schriftsteller.

## Leben und Werk
Albert Paraz studierte in Paris und wurde Chemieingenieur. 1936 und 1937 veröffentlichte er die ersten Romane. Er wurde 1939 eingezogen, wegen einer unfallbedingten Gasvergiftung wieder ausgemustert und schrieb weitere Romane, bis er 1957 im Alter von 57 Jahren an den Spätfolgen des Gasunfalls starb.
Paraz war ein glühender Verehrer und Verteidiger von Louis-Ferdinand Céline und Mitarbeiter der rechtsextremen Wochenzeitung Rivarol. Das schadete der Bekanntheit seiner Werke in der Stimmung der frühen Nachkriegszeit. Erst seit den 1970er Jahren wurden sie wegen ihrer literarischen Qualität wieder aufgelegt.
Paraz’ Bitru-Romane wurden 1947 von Henry Jacques unter dem Titel L’Arche de Noé verfilmt. Für das Drehbuch arbeitete Paraz mit Jacques Prévert zusammen.

## Werke (Auswahl)
- Bitru ou Les vertus capitales. Roman.  Denoël et Steele, Paris 1936.
- Les repues franches de Bitru et de ses compagnons. Roman. Denoël, Paris 1937.
- (Übersetzer) Marie Amon: Barrières. Roman. Denoël, Paris 1939. (deutsches Manuskript verschollen)

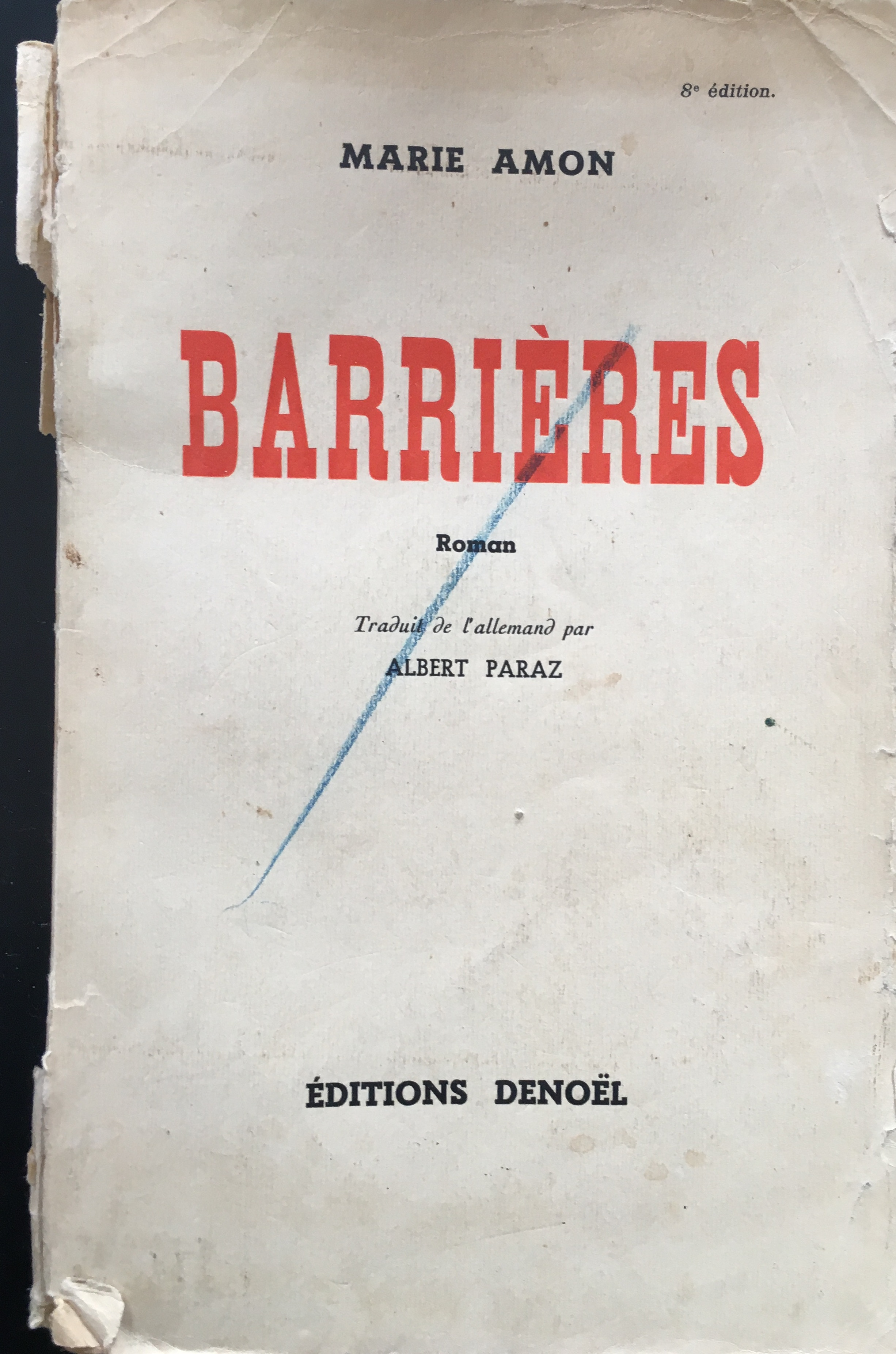
Umschlag des von Albert Paraz übersetzten Buches (1939)

- Le roi tout nu. Roman. Denoël, Paris 1941.
- Le lac des songes. Éditions du Bateau ivre, Paris 1945.
- Le poète écartelé. Roman. Maréchal, Lüttich 1945.
- Le couteau de Jeannot. Roman (suivi de) Quatre contes. Pavois, Paris 1946.
- (Übersetzer) Howard Clewes: Un petit coin tranquille. Pavois, Paris 1947. (englisches Original: Dead Ground, 1946)
- Remous. Roman. Bateau ivre, Paris 1947.
- Vertiges. Roman. Bateau ivre, Paris 1948. Âge d’homme, Lausannes 2001.
- Le gala des vaches. Éditions de l’Élan, Paris 1948. Balland, Paris 1974 (Geschichte der Unterstützung Célines, Vorwort von Jacques Aboucaya).
- Valsez, saucisses. Amiot-Dumont, Paris 1950. Slatkine, Genf 1981. (Fortsetzung der Céline-Unterstützung)
- Une fille du tonnerre.  Petrouchka. 2 Bde. A. Martel, Givors 1952–1953. Sycomore, Paris 1984.
- L’adorable métisse. Sainte-Marie de-la-Forêt. 2 Bde. A. Martel, Paris 1953–1954. (Vorwort von Alphonse Juin)
- Villa grand siècle. A. Martel, Givors 1955.
- Schproum à Casa. A. Martel, Givors 1956.
- Le Menuet du haricot. Genf 1958. (Dritter Teil der Céline-Unterstützung)
- Pétrouchka. Roman. Âge d’homme, Lausanne 2010. (Vorwort von Jacques Aboucaya), ISBN 978-2-8251-4005-5